# Hadrolecocatantops togoensis
Hadrolecocatantops togoensis är en insektsart som först beskrevs av Willy Adolf Theodor Ramme 1929.  Hadrolecocatantops togoensis ingår i släktet Hadrolecocatantops och familjen gräshoppor. Inga underarter finns listade i Catalogue of Life.